# Правоугаоник
Правоугаоник је четвороугаона геометријска фигура у равни. Спада у класу паралелограма, а следећа два правила важе за сваки правоугаоник: наспрамне странице су по дужини једнаке и паралелне, и суседне странице су нормалне једна на другу (заклапају угао од 90°). Тачан изглед једног правоугаоника је одређен његовом ширином (означено са  на слици десно) и његовом дужином (означено са  на слици десно). Специјалан случај правоугаоника коме су све странице једнаке се назива квадрат.
Реч правоугаоник потиче од латинског rectangulus, што је комбинација rectus (као придев, усправан, прав) и angulus (угао).
Укрштени правоугаоник је самопресецајући четвороугао који се састоји од две супротне странице правоугаоника заједно са две дијагонале (дакле, само две странице су паралелне). То је посебан случај антипаралелограма, а његови углови нису прави углови и нису сви једнаки, иако су супротни углови једнаки. Друге геометрије, као што су сферна, елиптична и хиперболичка, имају такозване правоугаонике са супротним страницама једнаке дужине и једнаким угловима који нису прави углови.

## Карактеризације
Конвексни четвороугао је правоугаоник ако и само ако важи једно од следећег:
- паралелограм са најмање једним правим углом
- паралелограм са дијагоналама једнаке дужине
- паралелограм ABCD где су троуглови ABD и DCA подударни[7]
- једнакоугаони четвороугао
- четвороугао са четири права угла
- четвороугао где су две дијагонале једнаке по дужини и деле једна другу на пола[8]
- конвексан четвороугао са узастопним страницама a, b, c, d чија је површина {\displaystyle {\tfrac {1}{4}}(a+c)(b+d)}.[9]‍:fn.1
- конвексан четвороугао са узастопним страницама a, b, c, d чија је површина {\displaystyle {\tfrac {1}{2}}{\sqrt {(a^{2}+c^{2})(b^{2}+d^{2})}}.}[9]

## Формуле
- Површина правоугаоника је
- Обим правоугаоника је
- Полуобим правоугаоника је
- Углови између страница и дијагонала:  и ; φ1 + φ2 = π/2.
- Углови између дијагонала Θ1 = π - 2φ1 и Θ2 = π - 2φ2; Θ1 + Θ2 = π
- r (полупречник описане кружнице) : r = {\displaystyle {\frac {d}{2}}}

### Дијагонала правоугаоника
Дијагонала правоугаоника је дуж која спаја два његова темена која немају ни једну заједничку страницу. Правоугаоник има тачно две дијагонале, и оне су једнаких дужина:
{\displaystyle d={\sqrt {(a^{2}+b^{2})}}}

## Конструкције правоугаоника

### Две странице
Дате су дужине страница a и b. Једно решење:
1. Конструисати дуж  дужине .
2. У тачки A, нормално на AB, конструисати дуж  дужине .
3. Повући дуж DB.
4. Симетрала тачке A у односу на средиште DB ће бити C.

Уместо корака 3 и 4 може се конструисати дуж BC, дужине a и нормална на AC, тако да угао ABC буде математички негативно оријентисан.

### Страница и угао између ње и дијагонале
Претпоставимо да су дати страница  и угао α.
1. Конструисати дуж
2. Из тачке  конструисати полуправу s која са AB заклапа угао α, тако да је угао  позитивно оријентисан.
3. Из тачке  конструисати нормалу н на AB.
4. Пресек n и s обележити као C.
5. У  конструисати полуправу  нормалну на AB, тако да је угао  позитивно оријентисан
6. У  конструисати круг  полупречника .
7. Пресек  и kје D.

Уколико су дати страница  и угао β између друге странице ње и дијагонале, угао α је једнак 90° - β.

### Страница и дијагонала
Ако су дате странца, на пример AB, и дужина дијагонале правоугаоника d, конструкција има следећи ток:
1. Конструисати дуж дужине d и назвати јој темена A и C.
2. Конструисати круг  који за пречник има дуж AC.
3. У тачки A конструисати круг  полупречника .
4. Круг  ће сећи  у две тачке. Једна од ове две треба да добије име B тако да је угао ABC негативно математички оријентисан
5. Од  треба повући полуправу кроз средиште AC. Пресек ове полуправе са кругом  ће бити тачка D.

## Остали правоугаоници
У сферној геометрији, сферни правоугаоник је фигура чије су четири ивице велики кружни лукови који се састају под једнаким угловима већим од 90°. Супротни лукови су једнаки по дужини. Површина сфере у еуклидској чврстој геометрији је нееуклидска површина у смислу елиптичке геометрије. Сферна геометрија је најједноставнији облик елиптичке геометрије.
У елиптичкој геометрији, елиптични правоугаоник је фигура у елиптичној равни чије су четири ивице елиптични лукови који се састају под једнаким угловима већим од 90°. Супротни лукови су једнаки по дужини.
У хиперболичној геометрији, хиперболички правоугаоник је фигура у хиперболичној равни чије су четири ивице хиперболички лукови који се састају под једнаким угловима мањим од 90°. Супротни лукови су једнаки по дужини.

## Теселације
Правоугаоник се користи у многим периодичним обрасцима теселације, у зидању, на пример, овим плочицама:
| Наслагана веза | Текућа веза | Плетена кошара | Плетена кошара | Патерн рибље кости |

## Квадратни, савршени и други поплочани правоугаоници
За правоугаоник поплочан квадратима, правоугаоницима или троугловима се каже да је правоугаоник „квадратни“, „правоугаони“ или „троугаони“. Поплочани правоугаоник је савршен ако су плочице сличне и ограниченог броја и нема две плочице исте величине. Ако су две такве плочице исте величине, плочица је несавршена. У савршеном (или несавршеном) троуглом правоугаонику троуглови морају бити правоугли. База података свих познатих савршених правоугаоника, савршених квадрата и сродних облика може се наћи на squaring.net. Најмањи број квадрата који је потребан за савршено поплочавање правоугаоника је 9, а најмањи број потребан за савршено поплочавање квадрата је 21, пронађен 1978. компјутерском претрагом.
Правоугаоник има самерљиве странице ако и само ако је поплочан коначним бројем неједнаких квадрата. Исто важи и ако су плочице неједнаки једнакокраки правоугли троуглови.
Поплочавање правоугаоника другим плочицама које су привукле највећу пажњу су оне конгруентним неправоугаоним полиомима, дозвољавајући све ротације и рефлексије. Постоје и поплочавања конгруентним полиаболима.

## Јуникод
- U+25AC ▬ Црни правугаоник
- U+25AD ▭ Бели правугаоник
- U+25AE ▮ Црни вертикални правоугаоник
- U+25AF ▯ Бели вертикални правоугаоник